# Тяньцзиньский педагогический университет
Тяньцзиньский педагогический университет (кит. 天津师范大学) — учреждение системы высшего образования Китая, расположенный в городе Тяньцзинь.

## История
Тяньцзиньский педагогический университет, основанный в 1958 году, первоначально назывался Тяньцзиньский педагогический колледж и обрел нынешнее название в июне 1982 года. В апреле 1999 года с разрешения Министерства образования, комитета КПК и администрации города Тяньцзинь, благодаря объединению старого Тяньцзиньского педагогического университета, Тяньцзиньской педагогической академии и Тяньцзиньского образвательного института, появился современный Тяньцзиньский педагогический университет. Одобренный городскими властями проект строительства нового студенческого городка ТПУ был официально начат в марте 2003 года. Новый кампус занимает площадь 680 000 м². Первый этап проекта, который состоит из застройки площадью 350 000 м², в настоящее время завершён.

## Международное сотрудничество
ТПУ установил тесные отношения с более чем 56 университетами и колледжами, более чем в 20 странах и регионах, и пригласил 78 иностранных экспертов из 14 стран. Образовательные программы для иностранных студентов включает краткосрочные и долгосрочные языковые курсы китайского языка, а также бакалавриат и магистратуру. Таким образом, ТПУ пользуется высокой репутацией, как в Китае, так и за рубежом. В то же время, как один из первых 16 университетов, открывающих институты Конфуция по всему миру, запустил первый институт Конфуция в Кении в сентябре 2005. Кроме того, ТПУ является одним из 94 университетов с правом на прием международных студентов-стипендиатов китайского правительства. Являясь национальным офисом преподавания китайского языка иностранцам, ТПУ также место проведения HSK тестов, а также один из 9 университетов, которые проводят программы подготовки волонтеров преподавания китайского языка за рубежом.